# Asceles rusticus
Asceles rusticus är en insektsart som beskrevs av Ludwig Redtenbacher 1908. Asceles rusticus ingår i släktet Asceles och familjen Diapheromeridae. Inga underarter finns listade i Catalogue of Life.